# Leo Müller
Leo Müller (Zágráb, 1894.  – Jasenovaci koncentrációs tábor, 1941.) horvát iparos, vállalkozó, filantróp, az ismert horvát iparos, Adolf Müller második fia.

## Élete
Zágrábban született Müller Adolf gazdag és befolyásos zsidó családjában. Bátyja, Alfred Müller szintén vállalkozó volt. Feleségétől, Nada Spitzertől három fia született: Marijan, Rajko és Branko. Müller az első világháborúban az Osztrák-Magyar hadsereg tisztjeként harcolt. A háború után tagja volt a Szlovén-Horvát-Szerb Államtanácsnak. 
Müller apjától örökölte a zágrábi téglagyárat és a Károlyváros melletti téglagyárat. Az 1930-as évek közepén megalapította a vegyi laboratóriumot, amely később a "Müller's Brijeg" néven ismert nagy gyümölcs- és zöldségültetvény lett. Müller javította a zágrábi téglagyár üzletmenetét. Nagyon szerették és kedvelték alkalmazottai körében, akiknek a téglagyár előtt felépítette a katolikus templomot, megszervezte és biztosította az esti iskolát, a konyhát meleg étellel, és a munkászenekart.
A második világháború előestéjén 1938-ban Müller, testvére és családjaik áttértek a katolikus hitre, és a náci propaganda okozta politikai helyzet és antiszemitizmus miatt vezetéknevüket Millerre változtatták. 1939-ben feleségével és két fiával Londonba költözött, míg legkisebb fia, Branko Zágrábban maradt nevelőnőjénél. A második világháború elején fiáért visszatért Zágrábba. Megszervezte, hogy fia és nevelőnője Kosovska Mitrovicába költözzön, ahol Müllernek bányája volt.
Közben más zsidókhoz hasonlóan őt is letartóztatták és koncentrációs táborba deportálták. Alojzije Stepinac bíboros eredménytelenül sürgette Ante Pavelićet, hogy mentse meg Müllert, és 1941 novemberében a jasenovaci koncentrációs táborban meggyilkolták. A háború után Müller felesége visszatért Zágrábba, de sikertelenül kérte a Müller család lefoglalt vagyonának visszaszerzését. Legidősebb fia, Marijan az 1940-es években Aliyah-ba Izraelbe költözött. Müller másik két fia, Rajko és Branko Zágrábban maradt anyjukkal. Mindketten ügyes sportolók voltak. A Zágrábi Egyetem Kineziológiai Karán szerzett diplomát követően Branko Müller Freiburgba költözött, ahol az egyetem testnevelési tanáraként dolgozott.

## Fordítás
Ez a szócikk részben vagy egészben  a   Leo Müller című angol Wikipédia-szócikk ezen változatának fordításán alapul.  Az eredeti cikk szerkesztőit annak laptörténete sorolja fel. Ez a jelzés csupán a megfogalmazás eredetét és a szerzői jogokat jelzi, nem szolgál a cikkben szereplő információk forrásmegjelöléseként.